# Gare de Crézancy
La gare de Crézancy est une ancienne halte ferroviaire française, de la ligne de Mézy à Romilly-sur-Seine, située sur la commune de Crézancy, dans le département de l'Aisne, en région Grand Est.

## Situation ferroviaire
Établie à 68 mètres d'altitude, la halte de Crézancy est située au point kilométrique (PK) 2,075 de la ligne de Mézy à Romilly-sur-Seine, entre les gares ouvertes de Mézy et d'Artonges, dont elle est séparée par les gares fermées de Connigis - Saint-Eugène, Condé-en-Brie et Pargny-la-Dhuys.

## Histoire
La Compagnie des chemins de fer de l'Est met en service la station de Crézancy lors de l'ouverture de la ligne de Mézy à Romilly le 25 octobre 1884.
Le quai et la maison de garde-barrière qui faisait office de station sont établis de part et d'autre du passage à niveau sur l'ancienne RN 3. Toutes les installations sont toujours visibles ; la maison a été reconvertie en habitation privée.

## Service des voyageurs
Gare fermée.